# Munizipalität Kareli
Die Munizipalität Kareli (georgisch ქარელის მუნიციპალიტეტი, Karelis munizipaliteti) ist eine Verwaltungseinheit (etwa entsprechend einem Landkreis) in der Region Innerkartlien im zentralen Teil Georgiens.

## Geografie
Das Verwaltungszentrum der Munizipalität Kareli ist die Stadt Kareli. Die Fläche beträgt 687,9 km².
Im Norden wird sie de jure von der Munizipalität Dschawa, im Osten von der Munizipalität Gori, im Süden von der Munizipalität Bordschomi der Region Samzche-Dschawachetien, im Westen von der Munizipalität Chaschuri und im Nordwesten Munizipalität Satschchere in der Region Imeretien begrenzt. De facto gehört der nördliche, an die Munizipalitäten Dschawa und Satschchere grenzende Teil als Rajon Snaur (georgisch Snaur, früher zeitweise auch als Rajon Qornissi bezeichnet) zu der nur von wenigen Staaten anerkannten Republik Südossetien. Ein Teil dieses Gebietes mit vier Ortschaften um das Dorf Auneu (georgisch Awnewi) mit insgesamt 1591 Einwohnern (2002) war bis zum Kaukasuskrieg 2008 unter georgischer Kontrolle, wurde dann aber von südossetischen Kräften eingenommen.

## Bevölkerung und Verwaltungsgliederung
Die Einwohnerzahl beträgt 40.700 (Stand: 2021). 2014 hatte die Munizipalität hat innerhalb des von Georgien kontrollierten Teils 41.316 Einwohner.
Bevölkerungsentwicklung
Anmerkung: Volkszählungsdaten

Die größten Ortschaften neben der Stadt Kareli (6654 Einwohner) sind mit jeweils über 2000 Einwohnern die Minderstadt (georgisch daba, დაბა)  Agara sowie die Dörfer Dirbi, Kwenatkoza und Ruissi (2014).
Die Munizipalität gliedert sich in den eigenständigen Hauptort Kareli sowie 17 Gemeinden (für die Minderstadt als „Territorialorgan“ bezeichnet, georgisch teritoriuli organo, ტერიტორიული ორგანო, für die Dörfer temi, თემი beziehungsweise bei nur einer Ortschaft einfach „Dorf“, georgisch sopeli, სოფელი) mit insgesamt 82 Ortschaften, davon acht ohne ständige Einwohner:
| Gemeinde        | Anzahl Ortschaften | Einwohner (2014) |
| --------------- | ------------------ | ---------------- |
| Abissi          | 3                  | 1048             |
| Achalsopeli     | 5                  | 764              |
| Agara 1         | 2                  | 5723             |
| Awlewi          | 3                  | 933              |
| Bebnissi        | 3                  | 1470             |
| Bredsa          | 7                  | 1674             |
| Breti           | 5                  | 2450             |
| Dirbi           | 1                  | 2569             |
| Dwani           | 2                  | 1221             |
| Giganti         | 3                  | 1514             |
| Kechidschwari   | 8                  | 2107             |
| Mochissi        | 3                  | 1573             |
| Pza             | 4                  | 1647             |
| Ruissi          | 1                  | 5139             |
| Semo Chwedureti | 9 2                | 2922             |
| Sghuderi        | 22 3               | 799              |
| Urbnissi        | 1                  | 1109             |

## Sehenswürdigkeiten
In der Munizipalität Kareli befinden sich wichtige Sehenswürdigkeiten, wie das Qinzwissi-Kloster im gleichnamigen Dorf.